# Arnaldo Garcez
Arnaldo Rollemberg Garcez (Itaporanga d'Ajuda, 19 de janeiro de 1911 — Aracaju, 7 de setembro de 2010) foi um político brasileiro.
Foi eleito deputado federal em 1958 e novamente em 1962. Ocupou a prefeitura de Itaporanga d'Ajuda nos períodos de 1983 a 1987 e de 1993 a 1997. Foi também governador de Sergipe de 1951 a 1955.